# Cardinas

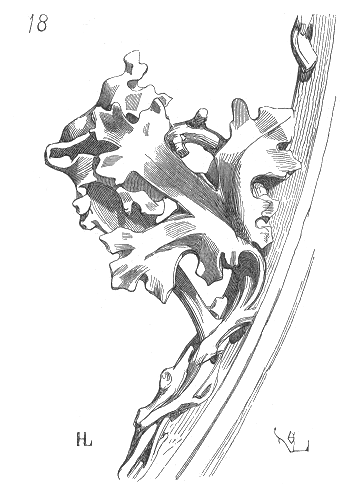
Cardina, s. XV, en la catedral de Notre Dame. Lámina que ilustra la voz «Crochet» del Dictionnaire raisonné de l’architecture française du XIe au XVIe siècle, 1854-1868, tome 4, de Viollet-le-Duc

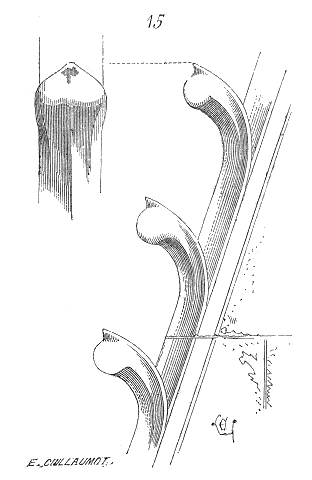
Crochet genérico en la catedral de Beauvais, también en la voz «Crochet» del Dictionnaire raisonné.

Se llaman cardinas a los adornos del periodo gótico esculpidos en piedra en forma de hojas de cardo, de donde deriva su nombre. Son un tipo particular del crochet.
A principios del siglo XIII, se mantienen los adornos geométricos del estilo románico pero luego se abandonan por completo para dar lugar a adornos vegetales, especialmente a las frondas y las cardinas. Estas:
- en el primer periodo llevan tallos prolongados que se encorvan sencillamente constituyendo el cayado vegetal. Se usan en los declives de los gabletes y en la decoración de las cornisas. En este último caso, forman series con el nombre de hojas acornisadas.
- en el segundo periodo, son más rizadas y se encorvan en sentido inverso al del primario.
- en el periodo flamígero son más retorcidas, mayores y más trabajadas y nunca se emplean ne las cornisas propiamente dichas.

Se llaman cardinas porque se asemejan a la hoja del cardo. 